# Кирия, Шалва Несторович
Шалва́ Не́сторович (Не́стерович) Ки́рия (28 декабря 1911 [10 января 1912]; село Цаиши Зугдидского уезда Кутаисской губернии Российской империи (ныне Зугдидского района, Грузия) — 17 июля 1988; город Зугдиди, Грузинская ССР, СССР) — советский военнослужащий, участник Великой Отечественной войны, Герой Советского Союза, (26 октября 1944), генерал-майор авиации (1957), военный лётчик 1-го класса (1952).

## Биография
Родился 28 декабря 1911 (10 января 1912) года в селе Цаиши ныне Зугдидского района (Грузия). Менгрел. В 1926 году окончил 6 классов школы.
В армии с сентября 1927 года. В 1930 году окончил Закавказскую военно-подготовительную школу (город Баку), в 1932 году — Северо-Кавказскую горскую национальную кавалерийскую школу (город Краснодар). До февраля 1934 года служил в кавалерии (в Киевском военном округе), командовал взводом.
В 1935 году окончил Оренбургскую военную авиационную школу лётчиков и лётчиков-наблюдателей. Служил лётчиком-наблюдателем (штурманом) в строевых частях ВВС (в Сибирском военном округе и на Дальнем Востоке).
Участник Великой Отечественной войны: в июле-августе 1941 — штурман авиаэскадрильи 37-го ближнебомбардировочного авиационного полка (Западный фронт). Участвовал в оборонительных боях в районе Великих Лук и Андреаполя. Совершил 139 боевых вылетов на бомбардировщике СБ. 28 августа 1941 года был сбит, спасся на парашюте.
В начале 1942 года в Саратове прошёл переобучение на самолёты-истребители, в 1943 году окончил Липецкие курсы усовершенствования командного состава.
В мае 1943-мае 1945 — начальник воздушно-стрелковой службы, штурман и заместитель командира 427-го (с июля 1944 года — 151-го гвардейского) истребительного авиационного полка. Воевал на Воронежском, Степном и 2-м Украинском фронтах. Участвовал в Курской битве, Белгородско-Харьковской операции, битве за Днепр, в Кировоградской, Корсунь-Шевченковской, Уманско-Ботошанской, Ясско-Кишинёвской, Дебреценской, Будапештской и Венской операциях. К лету 1944 года произвёл 189 боевых вылетов, в воздушных боях сбил 22 самолёта противника, за что был удостоен звания Героя Советского Союза.
Всего за время войны совершил 139 боевых вылетов на бомбардировщике СБ и 225 боевых вылетов на истребителях Як-1, Як-7 и Як-9, в 64 воздушных боях сбил лично 27 и в составе группы 2 самолёта противника.
После войны продолжал службу в строевых частях ВВС (в Среднеазиатском военном округе), командовал полком, был заместителем командира дивизии (в Группе советских войск в Германии). В 1951 году окончил курсы усовершенствования командного состава. Командовал 119-й Невельской Краснознамённой ордена Суворова II степени истребительной авиационной дивизией и другими истребительными авиадивизиями (в Группе советских войск в Германии и Одесском военном округе). С июня 1961 года генерал-майор авиации Ш. Н. Кирия — в запасе.
Жил в городе Одесса (Украина), с 1970 года — в городе Зугдиди (Грузия). Умер 17 июля 1988 года.

## Награды
- Герой Советского Союза (26.10.1944);
- 2 ордена Ленина (26.10.1944, 26.10.1955);
- 5 орденов Красного Знамени (22.07.1943, 30.09.1943, 24.04.1944, 22.02.1945, 15.11.1950);
- орден Отечественной войны 1-й степени (11.03.1985);
- 3 ордена Красной Звезды (12.04.1942, 3.11.1944, 22.02.1955);
- медали.

## Сочинения
- Кирия Ш.Н. Небо принадлежит звёздам. — Тбилиси: Мерани, 1981. — 171 с.